# حرائق الغابات في أستراليا

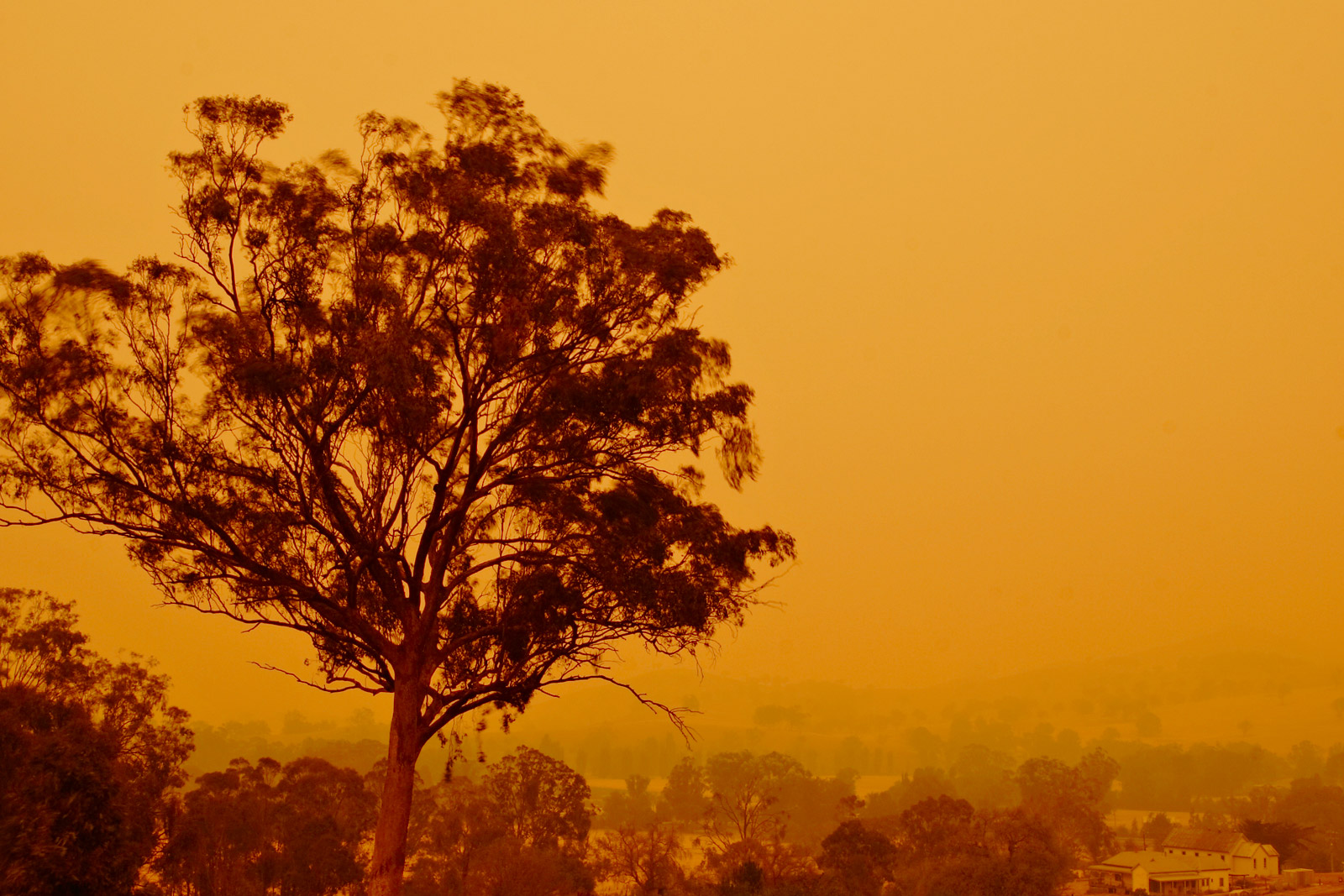
سوفت كريك, فكتوريا, في كانون الاول 2006

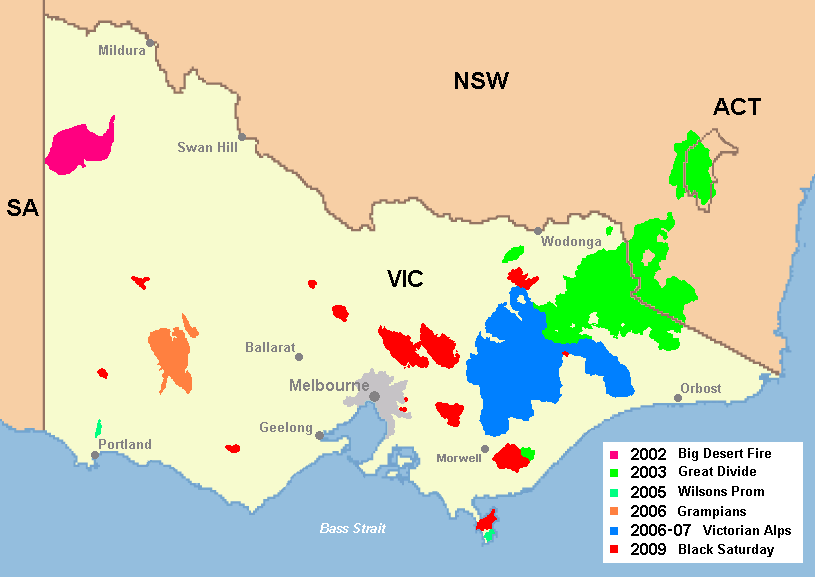
الحرائق الهائلة للغابات في فكتوريا

حرائق الغابات في أستراليا تحدث في أستراليا بصورة متكررة خلال الأشهر الأكثر حرارة من السنة، ويعود ذلك إلى مناخها الحار والجاف، حيث تؤثر هذه الحرائق على مساحات واسعة في حين بإمكانها أن تسبب أضرراً في الممتلكات وخسارة في الأرواح
وقد طورت بعض النباتات استراتيجيات متنوعة لتنجو من هذه الحرائق أو بالأحرى تستخدمها للبقاء مثل نمو اغصان ال ايبيكورمك من براعم متواجده تحت لحاء جذع النباتات أو مثل تواجد اللكنوتيوبر وهو انتفاخ خشبي تمتلكه بعض النباتات كحماية لسويقة النبتة ضد التدمير باسباب مختلفة منها الحرائق. ويتبرعم اللكنوتيوبر بعد الحريق أو يطور بذور مقاومة للحريق أو بالاحرى مولدة له وفي بعض الاحيان اوراق النباتات مثل اليوكالبتز التي قد تحتوي على زيوت قابلة للاشتعال كوسيلة لازالة التنافس من قبل اصناف أخرى تحمل اقل للحرائق ويجدر بالذكر ان بعض الحيوانات المحلية استطاعت أيضا في تطوير قدرتها للتعايش والنجو من الحرائق
وتعد احداث الحرائق جزءاً متشابكاً واساسياً في علم البيئة لهذه القارة. وقد استخدم سكان أستراليا الاصليين لالاف السنين، النيران لخلق مسارات مابين الشجيرات الكثيفة للمراعي الحاضنة التي يلجؤون لها لغرض الصيد.
وغالباً ما تسمى عواصف الحرائق الرئيسية التي تؤدي إلى خسارة في الأرواح اعتماداً على اليوم الذي تحدث فيه كـ الأربعاء الرمادي والسبت الاسود. وتحدث البعض من هذه الحرائق المميتة والكثيفة والواسعة خلال موجات الحر والجفاف مثل ماحدث في عام 2009 عندما هبت موجة الحرارة لجنوب أستراليا، والتي عجلت من حدوث حرائق السبت الاسود 2009 والتي خسر فيها 173 شخصاً حياتهم. ومن حرائق الغابات الهائلة الأخرى، تشمل الأربعاء الرمادي في عام 1983 وحرائق الغابات في جبال الالب الفكتورية الشرقية في عام 2003 إضافةً إلى حرائق الغابات في كانون الأول لعام 2006
وقد شهدت ولاية فكتوريا حرائق هي الأكبر والأكثر مميتة في أستراليا، مثل حرائق السبت الاسود لعام 2009 والتي قتل فيها 173 شخصاً. حيث تم تدمير مبانٍ و20000 منزلاً وقد التهِمَت فيها المدن والبعض دمِرَت بالكامل مثل مارسفل
وفي عام 2009, تم اعتماد تقييمات خطر الحريق (أف دي آر) من قبل جميع الولايات الأسترالية وهي صفة من صفات التنبؤات الجوية والتي تقوم بتنبيه المجتمع اثناء موسم الحريق إلى الاجراءات التي ينبغي ان تؤخذ من اجل الاستعداد لهكذا يوم. ويتم الإعلان عن هذا التنبيه من خلال الصحف والإذاعة والتلفاز والشبكة العنكبوتية. كما وان ظاهرة الاحتباس الحراري تزيد من زيادة وتوتر وشدة حرائق الغابات. وسوف يؤدي هذا إلى زيادة عدد أيام خطر الحرائق المندلعة.

## العوامل والأسباب

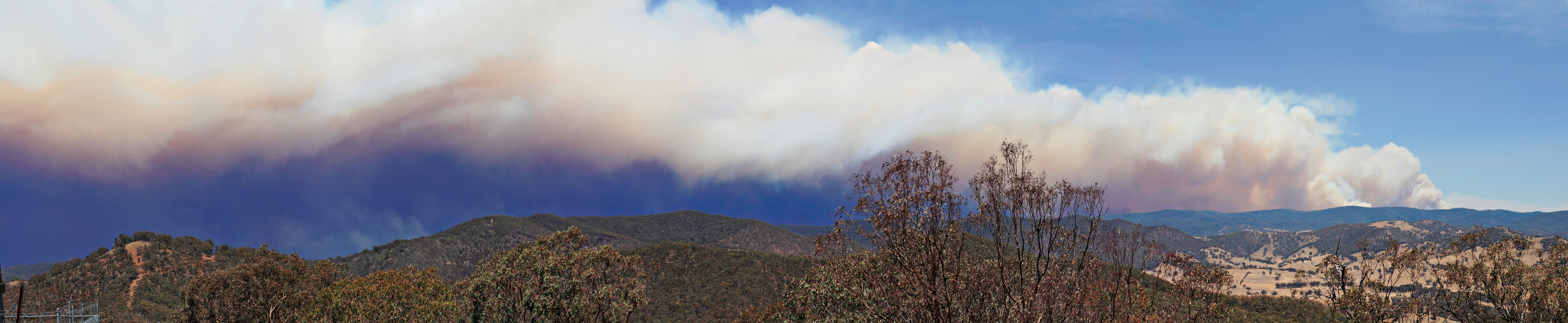
حرائق الغابات في استراليا

### المسببة بالإنسان
تحدث العديد من الحرائق بسبب الحرق المتعمد أو الإهمال، ولكن هذه الحرائق تحدث عادة في مناطق يسهل الوصول إليها ويُسيطر عليها بسرعة. تشمل الأحداث المسببة بالإنسان تدلي خطوط الكهرباء، والحرق المتعمد، والاشتعال العرضي في سياق تطهير الأراضي الزراعية، وأنشطة الطحن واللحام، ونيران المخيمات، والسجائر وأعواد الثقاب المرمية، والشرر من الآلات، والتهرب من عمليات الحرق المحكوم. تنتشر الحرائق بناءً على نوع الوقود المتاح وكميته. يمكن أن يشمل الوقود كل شيء من الأشجار والشجيرات والحقول العشبية الجافة إلى المنازل. تزود الرياح النار بأكسجين إضافي يدفع النار عبر الأراضي بمعدل أسرع. كما تسببت خطوط الطاقة الكهربائية التي تتدلى أو تتقوس باتجاه الأسفل بسبب الرياح العاتية في نشوب حرائق.

### الطقس
تسببت العواصف الرعدية الجافة في اندلاع معظم حرائق الغابات الرئيسية في المناطق النائية في الآونة الأخيرة. تشير بعض التقارير إلى إمكانية أن يكون التغير المناخي مساهمًا أيضًا في ضراوة حرائق 2019-2020 مترافقًا بظروف أكثر حرارة وجفافًا، مما يجعل موسم الحرائق في البلاد أطول وأكثر خطورة. يزداد وقود حرائق الغابات أكثر من المعتاد خلال فترات الجفاف، وتتحد حرائق الغابات لتتحول إلى حرائق ضخمة، وتنتج مناخًا خاصًا بها وتزيد من انتشار النيران.
تعزز الرياح القوية الانتشار السريع للحرائق عن طريق رفع الجمر المحترق في الهواء. يُعرف ذلك بالانتشار، ويمكن أن يشعل حريقًا جديدًا على بعد 40 كيلومترًا (25 ميلًا) في اتجاه الريح من جبهة النار.
ترفع الرياح الجافة الشبيهة برياح فون الناشئة من سلسلة جبال غريت ديفايدينغ فجأة درجات حرارة الهواء في المناطق المحمية من الرياح في تلك السلسلة الجبلية وتقلل من رطوبة الغلاف الجوي، وبالتالي تزيد من خطر اندلاع الحرائق. يحدث ذلك بسبب سد التضاريس الجزئي للهواء الرطب منخفض المستوى نسبيًا وإغراق هواء المستوى العلوي الأكثر جفافًا في رياح الجبال، والذي ترتفع حرارته بسبب الانضغاط الكظومي.

### الظواهر الطبيعية
يمكن لحرائق الغابات الكبيرة والعنيفة أن تولد رياحًا من تلقاء نفسها، وتسمى أعاصير نارية. تشبه الأعاصير النارية الأعاصير المائية، وتنتج عن الدوامات المتولدة من حرارة النار. عندما تميل هذه الدوامات من الوضع الأفقي إلى العمودي، يؤدي ذلك إلى حدوث أعاصير نارية. من المعروف أن هذه الدوامات تقذف جذوع الأشجار المشتعلة وأنقاض الحريق لمسافات طويلة.
يمكن أن تنتشر الحرائق في الإقليم الشمالي عن طريق الحدأة السوداء، والحدأة الصافرة والصقور البنية. رُصدت هذه الطيور وهي تلتقط أغصانًا محترقة، وتطير إلى مناطق من الحشائش غير المحترقة وتسقطها لإشعال حرائق جديدة هناك، لكشف الفرائس وهي تحاول الفرار من النيران: ثدييات صغيرة، وطيور، وسحالي، وحشرات.

### التضاريس
توصف حرائق الغابات في أستراليا عمومًا بأنها حرائق غير محكومة وغير هيكلية تحترق في مناطق العشب أو أراضي الأشجار القمئية أو الأدغال أو الغابات. تعتمد طبيعة الحريق إلى حد ما على التضاريس المحلية. تشتعل حرائق التلال/الجبال في المناطق التي تكون كثيفة الغابات عادةً. يصعب الوصول إلى اليابسة غير المواتية للزراعة، وبالتالي تُنقذ العديد من هذه المناطق الحرجية الكثيفة من إزالة الغابات، وتُحمى من قبل المتنزهات الوطنية والولائية وغيرها. تزيد الأراضي شديدة الانحدار من سرعة العاصفة النارية وشدتها.
عندما تقع المستوطنات في مناطق جبلية أو هضبية، يمكن أن تهدد حرائق الغابات كل من الحياة والممتلكات. تشتعل حرائق الأراضي المسطحة/العشبية على طول السهول المنبسطة أو مناطق التموج الصغيرة، والتي تغطيها في الغالب الأعشاب أو الأحراش. يمكن أن تتحرك هذه الحرائق بسرعة، بسبب الرياح العاتية في التضاريس المسطحة، وتستهلك بسرعة الكميات الصغيرة من الوقود/الغطاء النباتي المتاح.
تشكل هذه الحرائق تهديدًا أقل للمستوطنات لأنها نادرًا ما تصل إلى نفس الكثافة التي تُشاهد في العواصف النارية الكبرى عندما تكون الأرض مسطحة، كما يسهل تحديد موقع الحرائق والتنبؤ بها، ويمكن لأفراد مكافحة الحرائق الوصول إلى هذه التضاريس بشكل أكبر. أُزيلت غابات العديد من المناطق ذات التضاريس المستوية في أستراليا بالكامل تقريبًا من أجل الزراعة، مما يقلل من أحمال الوقود التي من شأنها أن تسهل اندلاع الحرائق في هذه المناطق.

### التغير المناخي
ارتفعت درجات الحرارة في مناخ أستراليا أكثر من درجة مئوية واحدة خلال القرن الماضي، مما تسبب في زيادة وتيرة موجات الحر والجفاف وشدتهم. مرت ثمان سنوات من السنوات العشر الأكثر دفئًا في أستراليا بعد عام 2005.
وجدت دراسة أجريت في عام 2018 في جامعة ملبورن أن فترات الجفاف الرئيسية في أواخر القرن العشرين وأوائل القرن الحادي والعشرين في جنوب أستراليا «يمكن أن تكون غير مسبوقة على مدى الأربعمائة عام الماضية». ارتفع متوسط درجات الحرارة في الصيف في جميع أنحاء البلاد، مما أدى إلى تسجيل أرقام قياسية في الطقس الحار، وسُجل الأكثر حرارة على الإطلاق مع بداية صيف 2019. كان عام 2019 أيضًا أكثر الأعوام التي شهدتها أستراليا جفافًا على الإطلاق ومنذ عام 1900، إذ انخفض معدل هطول الأمطار بنسبة 40% عن المتوسط.
تعمل موجات الحر والجفاف على تجفيف الشجيرات وتهيئة الظروف التي تزيد من مخاطر حرائق الغابات، وازداد ذلك سوءًا في الثلاثين عامًا الماضية. شهد جنوب شرق أستراليا منذ منتصف تسعينيات القرن العشرين، انخفاضًا في متوسط هطول الأمطار بنسبة 15% في أواخر الخريف وأوائل الشتاء، وانخفاضًا بنسبة 25% في أبريل ومايو.
كان هطول الأمطار في الفترة من يناير إلى أغسطس 2019 الأدنى على الإطلاق، في جنوب داونز (كوينزلاند) والنجود الشمالية (نيو ساوث ويلز) مع بعض المناطق بنسبة 77% أقل من المتوسط طويل الأمد. خلصت اللجنة الدولية للتغيرات المناخية خلال العقد الأول من القرن الحادي والعشرين، إلى تأكيد أن يزيد التغير المناخي بفعل الإنسان، من شدة الحرائق وتواترها في أستراليا، الاستنتاج الذي اعتُمد في العديد من التقارير منذ ذلك الحين.
نشر مجلس المناخ الأسترالي في نوفمبر 2019 تقريرًا بعنوان هذا ليس طبيعيًا، وجاء فيه أيضًا أن ظروف حرائق الغابات الكارثية التي أثرت على نيو ساوث ويلز وكوينزلاند في أواخر عام 2019 قد تفاقمت بسبب التغير المناخي. كتبت نيرلي أبرام في ساينتفك أمريكان: «الصلة بين الظواهر المتطرفة الحالية والتغير المناخي بفعل الإنسان لا جدال فيه علميًا». وجد فريق دولي من العلماء أن احتمالات حدوث الظروف الحارة والجافة التي ساعدت على دفع أزمة حرائق الغابات في أستراليا 2019-2020 ستتضاعف ثمان مرات إذا ارتفعت درجة حرارة الأرض بمقدار درجتين مئويتين.